# Midwest emo
L'espressione Midwest emo (o Midwestern emo) si riferisce alla scena musicale emo (di cui è anche indicato come sottogenere) sorta negli Stati Uniti d'America medio-occidentali intorno agli anni Novanta.
Impiega stili vocali non convenzionali, differenti riff di chitarra e melodie arpeggiate. Il genere si è evoluto allontanandosi dalle radici hardcore punk dell'emo per abbracciare direzioni più indie rock e math rock.
Con il termine Midwest emo, a volte, si indica quella che viene comunemente chiamata come "seconda ondata dell'emo". Nonostante il nome, il Midwest emo è suonato da artisti di ogni parte del mondo.

## Storia
La scena Midwest emo sorse intorno alla metà degli anni Novanta e interessò band come American Football, Chamberlain, The Promise Ring, Cap'n Jazz, Cursive Mineral (dal Texas), Sunny Day Real Estate (da Washington), Boy's Life e Christie Front Drive. 
Più tardi queste avrebbero influenzato gruppi di fama internazionale come Braid, Elliott e The Get Up Kids.
Negli anni Duemila c'è stato un revival del Midwest emo grazie a etichette come Count Your Lucky Stars Records e band come CSTVT, Oliver Houston, Into It. Over It. Algernon Cadwallader e Snowing.